# Província Religiosa de São Gabriel de Castela
A Província Religiosa de São Gabriel de Castela é uma antiga província religiosa localizada na Espanha, já extinta.